# Lou Pearlman

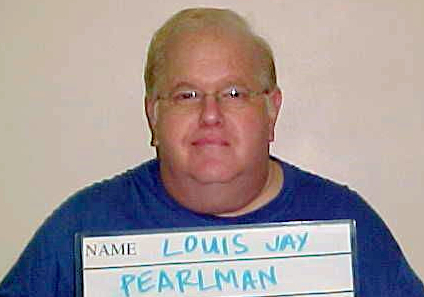
Lou Pearlman

Louis Jay "Lou" Pearlman (New York, 19 juni 1954 – Texarkana, 19 augustus 2016) was een Amerikaanse manager en impresario van bands. Hij bleek later ook een oplichter en fraudeur te zijn.
Pearlman kreeg in de negentiger jaren bekendheid als manager van boybands zoals de Backstreet Boys en *NSYNC. Op 21 mei 2008 werd hij tot 25 jaar gevangenisstraf veroordeeld in Florida voor het plegen van een van de grootste Ponzifraudezaken in de Amerikaanse misdaadgeschiedenis. De totale schade wordt geschat op rond een half miljard dollar. "Big Poppa" Pearlman gebruikte de miljoenen die hij zijn slachtoffers afhandig wist te maken onder meer om de lancering van zijn boybands mee te financieren.
Hij overleed in 2016 op 62-jarige leeftijd in de Federal Correctional Institution, waar hij gevangenzat.
De documentaire The Boy Band Con: The Lou Pearlman Story over Pearlman ging in première op 13 maart 2019. De film verscheen op YouTube Premium in april 2019.